# Neosemidalis (Neosemidalis) kayi
Neosemidalis (Neosemidalis) kayi is een insect uit de familie van de dwerggaasvliegen (Coniopterygidae), die tot de orde netvleugeligen (Neuroptera) behoort. 
Neosemidalis (Neosemidalis) kayi is voor het eerst wetenschappelijk beschreven door Meinander in 1972.